# Sentinel–2
A Sentinel–2 az európai Kopernikusz program nagy felbontású, multispektrális szenzorokkal felszerelt földmegfigyelő műholdjai. A két egymással 180°-os szöget bezáró napszinkron pályán keringő műholdpár tagjai a 2015. június 23-án és a 2017. március 7-én felbocsátott Sentinel–2A és Sentinel–2B. 2024. szeptember 5-én a Sentinel–2C műholdat is sikeresen pályára állította az Európai Űrügynökség.

## Küldetés
A misszió célja, hogy információt nyújtson a mezőgazdaság, erdőgazdálkodás és az élelmezésbiztonság számára. Emellett a műholdak a felszínborítás változását, a Föld erdőinek monitorozását végzik, valamint a tavak és tengerparti vizek szennyeződését, árvizek elöntéseit, vulkáni tevékenységek és földmozgások okozta károkat képesek térképezni. Ezáltal jelentősen hozzájárulnak a Kopernikusz program klímaváltozás, szárazföld monitoring, veszélyhelyzet-kezelés valamint a biztonsági alkalmazások tematikus területei által biztosított adatok és információk előállításához.

## Története
A Sentinel–2 az Európai Űrügynökség (ESA), az Európai Bizottság, az ipar, a szolgáltatók és a felhasználók közötti szoros együttműködés eredménye. Az Airbus Defence and Space vezette közel 60 tagból álló konzorcium tervezte és építette, a francia űrügynökség a CNES biztosította az űrfelvételek minőségét és a DLR German Aerospace Centre fejlesztette az optikai kommunikációt az adatok Földre történő visszaküldéséhez.  A Sentinel–2A és Sentinel–2B műholdat is a Francia Guyanaban található Kourunál fekvő Guyana Űrközpontból bocsátották fel az űrbe Vega hordozórakéta segítségével, az előbbit 2015. június 23-án, míg az utóbbit 2017. március 7-én. 

## Jellemzői
A műholdakat 7 éves életciklusra tervezték, de az energiaellátás és a hajtóanyagok lehetővé teszik a 12 éves élettartamot is. A déli szélesség 56° és északi szélesség 84° közötti területet képesek felvételezni. A felvételeket 290 km szélességű sávban készítik, és egy eszköz 10 naponta biztosít ismételt fedést ugyanarról a területről, ami két műhold estén már 5 napos időbeli felbontást jelent. A MultiSpectral Instrument (MSI) szenzor 13 spektrális sávban 10–60 m közötti térbeli felbontásban felvételez.

## Szenzorok
A push–broom technológiára alapuló MultiSpectral Instrument (MSI) szenzort a francia Airbus Defence and Space építette. A push-broom szenzorok a képi információt a haladási pályájuk sávjában soronként gyűjtik, és a műhold előrehaladásával újabb sorok kerülnek felvételezésre. A tervezésekor a széles sávban, nagy térbeli és spektrális felbontással végzett képkészítést tartották szem előtt.  A műholdon elhelyezett szenzor a látható fény, a közeli infravörös és a közepes infravörös tartományokban készít képeket. A felvételek radiometrikus felbontása 12-bit, azaz 4096 szürkeségi érték tárolására képes.
| Sentinel sávok                     | Sentinel–2A             | Sentinel–2A       | Sentinel–2B             | Sentinel–2B       |                       |
| Sentinel sávok                     | Hullámhossz közepe (nm) | Sávszélesség (nm) | Hullámhossz közepe (nm) | Sávszélesség (nm) | Térbeli felbontás (m) |
| ---------------------------------- | ----------------------- | ----------------- | ----------------------- | ----------------- | --------------------- |
| Sáv 1 (Tengerparti aeroszol)       | 442,7                   | 21                | 442,3                   | 21                | 60                    |
| Sáv 2 (Kék)                        | 492,4                   | 66                | 492,1                   | 66                | 10                    |
| Sáv 3 (Zöld)                       | 559,8                   | 36                | 559,0                   | 36                | 10                    |
| Sáv 4 (Vörös)                      | 664,6                   | 31                | 665,0                   | 31                | 10                    |
| Sáv 5 (Vörös él)                   | 704,1                   | 15                | 703,8                   | 16                | 20                    |
| Sáv 6 (Vörös él)                   | 740,5                   | 15                | 739,1                   | 15                | 20                    |
| Sáv 7 (Vörös él)                   | 782,8                   | 20                | 779,7                   | 20                | 20                    |
| Sáv 8 (Közeli infravörös)          | 832,8                   | 106               | 833,0                   | 106               | 10                    |
| Sáv 8a (Keskeny közeli infravörös) | 864,7                   | 21                | 864,0                   | 22                | 20                    |
| Sáv 9 (Vízpára)                    | 945,1                   | 20                | 943,2                   | 21                | 60                    |
| Sáv 10 (Közepes infravörös)        | 1373,5                  | 31                | 1376,9                  | 30                | 60                    |
| Sáv 11 (Közepes infravörös)        | 1613,7                  | 91                | 1610,4                  | 94                | 20                    |
| Sáv 12 (Közepes infravörös)        | 2202,4                  | 175               | 2185,7                  | 185               | 20                    |

## Az űrfelvételek letöltése
A műholdképek bárki számára hozzáférhetők és ingyenesen letölthetők a Copernicus Data Space Ecosystem-ről. A felvételek 100 km × 100 km-es csempékben (granules), UTM WGS84 vetületi rendszerben érhetők el. Ezek az adatok a felhasználók számára kétféle feldolgozottsági szinten állnak rendelkezésre:
- Level–1C (MSIL1C) termék geometriai korrekciójához 2021. márciusától a Copernicus DEM GLO–90m digitális felszínmodellt használják.[9] A pixelértékeket a légkör tetején mért reflektanciába (Top-Of-Athmosphere reflectances) számítják át. A spektrális sávok felhőmaszkkal és ECMWF (Középtávú Időjárás-előrejelzések Európai Központja) adatokkal együtt tölthetők le.[10]
- Level–2A (MSIL2A) termék esetében a Level–1C pixelértékeit felszíni reflektanciába (Bottom Of Athmosphere) számítják át. A feldolgozás két lépésből áll, az elsőben egy osztályozás segítségével felhő, felhőárnyék, növényzet, talaj/sivatag, víz, hó, stb, kategóriákba sorolják a képelemeket. A másodikban pedig a légkör tetején mért reflektanciát felszíni reflektanciává konvertálják a LIBRADTRAN modell segítségével. Állandó termékként 2018. márciusától érhető el.[11]

A további Level–0, Level–1A, Level–1B termékek nem hozzáférhetők a felhasználók számára.